# Manny Diaz
 (mars 2019).
Si vous disposez d'ouvrages ou d'articles de référence ou si vous connaissez des sites web de qualité traitant du thème abordé ici, merci de compléter l'article en donnant les références utiles à sa vérifiabilité et en les liant à la section « Notes et références ».
Pour les articles homonymes, voir Diaz.
Manuel « Manny » Alberto Diaz, né le 5 novembre 1954 à La Havane (Cuba), est un homme politique américain, maire indépendant de Miami de 2001 à 2009.

## Biographie
Il est diplômé de Belen Jesuit Preparatory School en 1973. En 1977, Diaz a reçu son baccalauréat en science politique de la Florida International University. En 1980, il a obtenu son diplôme Juris Doctor de la University of Miami School of Law. Avocat, Diaz a été élu maire de Miami en novembre 2001, en remplacement de Joe Carollo, et réélu en 2006.
En 2004, Diaz a reçu le prix de l'Innovateur urbain de l'année décerné par le Manhattan Institute.
Politiquement, il se déclare Indépendant. Cependant, en 2008, il a soutenu la campagne de Barack Obama pour la présidence des États-Unis.
Le 3 novembre 2009, le républicain Tomás Regalado est élu maire de Miami avec 72 % des voix contre Joe Sanchez et lui succède.